# Theater Salz + Pfeffer
Das Theater Salz+Pfeffer ist ein Privattheater in Nürnberg. Es wurde 1997 eröffnet und wird von Paul Schmidt und Wally Schmidt als Gesellschaft bürgerlichen Rechts betrieben.
Es ist das einzige feste Haus für Figurentheater in der Stadt und bietet sowohl Programm für Kinder als auch Erwachsene an.
Außerdem ist es das erste Theater, das nach der Gemeinwohlökonomie bilanziert wurde.

## Geschichte

### Haus
Das Theater befindet sich im Nürnberger Ortsteil Tafelhof am Frauentorgraben 73. Das Wohn- und Geschäftshaus in Ecklage direkt am Nürnberger Plärrer ist ein fünfgeschossiger Sandsteinquaderbau mit Walmdach, Zwerchgiebel, Dacherkern und Sandsteinerker mit abgeschrägten Ecken im Stil des Nürnberger Neoklassizismus. Es wurde um 1904 gebaut und steht als Objekt Nr. D-5-64-000-497 unter Denkmalschutz.
1905 eröffnete im Erdgeschoss das Ring-Café, das bis 1918 als Restaurant betrieben wurde und später zum Auerbachs Keller umfirmierte. Nach dem Ersten Weltkrieg wurde die Gaststätte 1919 zum Lichtspielhaus umgebaut und erhielt den Namen Kammer-Lichtspiele. Zeitzeugen berichten, dass dort bereits in den 1920er Jahren FKK-Filme gespielt wurden. Nach unklaren Geschicken während der Weltwirtschaftskrise und in der Zeit des Nationalsozialismus wurde das Kino in der damals zu 90 % zerstörten Nürnberger Innenstadt bereits in der Besatzungszeit 1946 als KA-LI, der Kurzform von Kammer-Lichtspiele, wiedereröffnet. Bedingt durch die räumliche Nähe zum Nürnberger Rotlichtmilieu bediente die Programmgestaltung des Hauses ab den 1960er Jahren überwiegend Softcore-Klientel. In den 1970er Jahren rückte man dort auch von festen Spielzeiten ab. Das Programm bestand dann praktisch rund um die Uhr aus nackten Tatsachen, konnte zu jeder Zeit aufgesucht oder verlassen werden und galt bekanntermaßen als Schmuddelkino. In den späten 1980er Jahren gab das Kino Marktanteile zusehends an Videotheken ab, und mit dem Aufkommen des Home-Entertainments war 1995 das Ende als Kino besiegelt. Zuvor lief 460 Wochen am Stück der Kultklassiker Blues Brothers.
Nach Umbau- und Modernisierungsarbeiten eröffnete am 1. Februar 1997 das Theater der Puppen im KaLi mit zunächst 90 Sitzplätzen als feste Spielstätte für Thalias Kompagnons (damals noch Tristans Kompagnons) und das Theater Salz+Pfeffer.

### Ensemble
Das Theater Salz+Pfeffer wurde 1983 von Paul Schmidt und Wally Schmidt als reines Tourneetheater gegründet und war zunächst im Ortsteil Gibitzenhof beheimatet. Nach 1992 wurde die Spielstätte in Gibitzenhof, die heute noch als Werkstatt und Probenbühne dient, allmählich zu klein, weswegen ein neuer Spielort gesucht wurde. Das Kernensemble um Wally Schmidt und Paul Schmidt wird durch weitere Spielende ergänzt, die je nachdem fester Teil des Ensembles sind oder extern für das jeweilige Stück engagiert werden.

### Theater

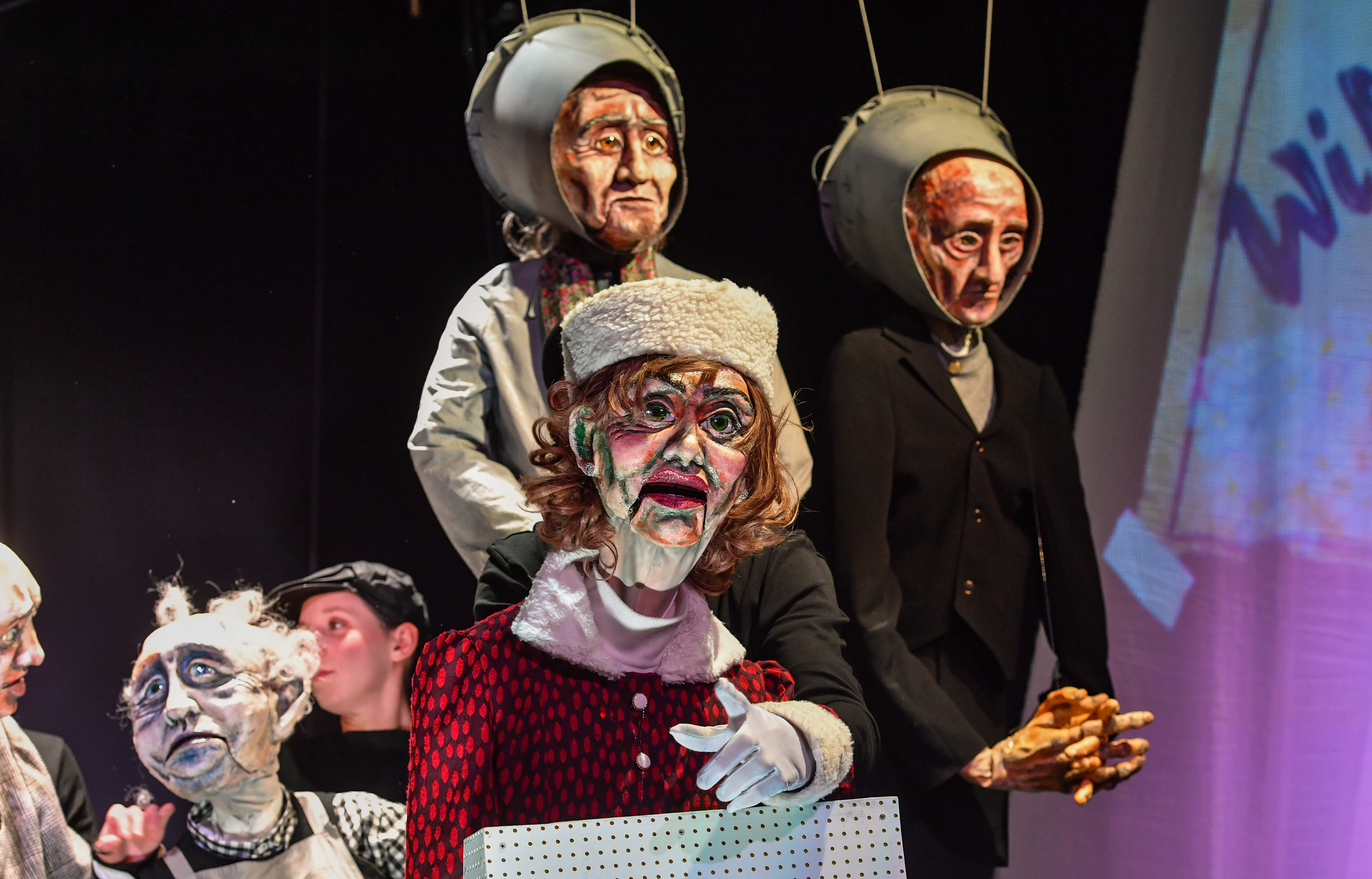
Szene aus der Produktion „Der Besuch der alten Dame“ (2022)

Das Theater Salz+Pfeffer wurde 1997 in dem denkmalgeschützten Gebäude Frauentorgraben 73, dem ehemaligen Ka-Li-Kino, mit etwa 90 Zuschauerplätzen neu etabliert. 2008 schieden die ehemaligen Mitbetreiber Thalias Kompagnons aus und das Theater richtete sich von der Programmgestaltung her neu aus. 2012 wurde das Haus intensiv renoviert und die Kapazität auf 120 Plätze erweitert. Internationale Gastspiele führten das Ensemble u. a. nach Japan, Russland, Indien, und Malta. Unterstützt wird das Theater durch die Stadt Nürnberg, den Freistaat Bayern, den Bezirk Mittelfranken, unterschiedliche Stiftungen und den Verein zur Förderung kultureller Projekte im Theater Salz+Pfeffer e. V., der unter anderem „Puppen-Patenschaften“ anbietet. Die erste Patenschaft übernahm der Nürnberger Oberbürgermeister Ulrich Maly.  Im Laufe der Jahre hat das Team über 40 verschiedene Inszenierungen auf die Bühne gebracht.

### Auszeichnungen
- 1997, 1999 und 2002: „AZ-Stern des Jahres“
- 1998: Nürnberger Kulturstipendium für den Mut, zusammen mit Tristans Kompagnons das Theater im KaLi zu eröffnen.
- 2000: Bayerischer Theaterpreis für die Inszenierung Glittras Auftrag: Schutzengel in geheimer Mission
- 2003: Kulturpreis des Kulturforums Franken
- 2017: „Künstler des Monats“ der Europäischen Metropolregion Nürnberg

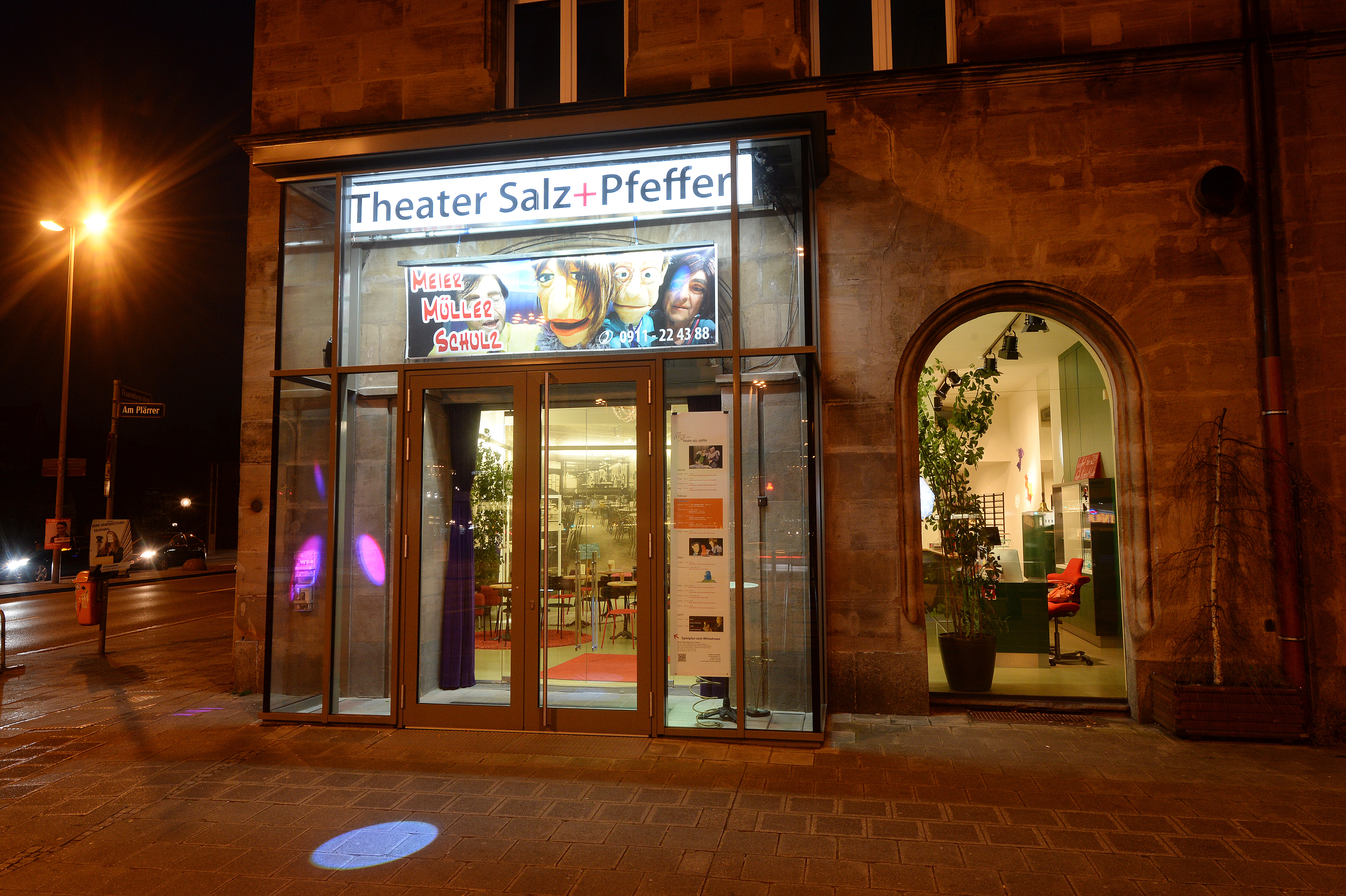
Theater Salz+Pfeffer (2014)

## Heute
Das Theater Salz+Pfeffer mit 100 bis 130 Vorstellungen jährlich hat in der Sparte Figurentheater nach über dreißig Spieljahren seinen festen Stellenwert. Die Spielstätte sieht sich als „offenes Haus“ und nimmt an zahlreichen internationalen Festivals teil, ist aber auch für die Stadt Nürnberg Festival-Spielort beispielsweise beim Internationalen Figurentheater-Festival und dem europ. Kindertheaterfestival Panoptikum.
Die hauseigene Theaterpädagogik bietet außerdem regelmäßig Figurenspielworkshops für Erwachsene (Bürgerbühne Truppe mit Puppe) sowie für Kinder an.
Das Theater Salz+Pfeffer arbeitet regelmäßig mit den unterschiedlichsten regionalen und überregionalen Künstlern aus den Bereichen Regie, Schauspiel, Musik, Ausstattung, Choreografie, Figurenbau und Fotografie zusammen. Die Anzahl der festen Mitarbeitenden beträgt momentan 8, mit geringfügig Beschäftigten 13 Personen.
Transformation ist seit Anbeginn fester Bestandteil der Ideologie des Hauses und so ist es die logische Konsequenz, dass das Theater Salz+Pfeffer an die nächste Generation weitergegeben wird. Ab der Spielzeit 2024/2025 wird Roland Klappstein das Haus als künstlerischer Leiter übernehmen. Die Theatergründer Paul Schmidt und Wally Schmidt werden fortan als Gäste im Haus auftreten, als Theater SalzstreuNer unterwegs sein und das Feld Theater-Transformation noch stärker erforschen und umsetzen.

## Nachhaltigkeit
Seit 2019 implementiert das Theater Salz+Pfeffer Leitlinien der Gemeinwohl-Ökonomie (GWÖ) in das betriebliche Handeln. Eine besondere Rolle spielen dabei die 17 Ziele für nachhaltige Entwicklung. So wird darauf geachtet, Autokilometer, Neuanschaffungen, unnötige Transportwege und nicht nachhaltige Zulieferer zu vermeiden. Ferner wird für externe Gastspiele eine freiwillige CO2-Abgabe entrichtet, die Anreise per Fahrrad oder mit den öffentlichen Verkehrsmitteln unterstützt und nur regionale Bio-Getränke und vegetarische oder vegane Nahrungsmittel angeboten. So wurde das Theater Salz+Pfeffer 2021 als erstes Theaterhaus weltweit nach der GWÖ bilanziert.  2023 erfolgte die Rebilanzierung für die Spielzeit 2021/2022. Seit der Spielzeit 2023/2024 hat das Theater Salz+Pfeffer – wiederum als erstes Theater in der Metropolregion – den sog. Klimatag ausgerufen. Dabei geht es darum, jeden Freitag jeweils einen Euro vom Theaterbesuchenden wie auch vom Theater selbst an ein nachhaltiges Projekt zu spenden. Des Weiteren initiiert das Theater Salz+Pfeffer verschiedene Netzwerktreffen oder richtet diese aus.